# Koryŏsa chŏryo
Le Koryŏsa chŏryo (고려사절요) est une collection d'annales coréennes publiées en 1452.
Il est rédigé par des lettrés ayant participé à l'écriture du Goryeo-sa, et fonctionne comme un complément à celui-ci. Se limitant au strict style des annales (pas de biographies présentes), il fournit une liste d'événements plus fournis que son ouvrage de référence,. L'existence d'une œuvre alternative à celle commandée par le roi, rédigée par les hauts-fonctionnaires, est révélatrice des dynamiques politiques lors de cette période. Ces deux pôles de pouvoir entrent régulièrement en opposition, et les Histoires rédigées lors de cette période sont souvent révélatrices des forces et faiblesses des rois et de leurs serviteurs. 

## Sources